# Vești bune de la Vatican
„Vești bune de la Vatican” („Good News from the Vatican”) sau „Vatican, ultimul conclav” este o povestire științifico-fantastică  din 1971 a autorului american Robert Silverberg, care prezintă alegerea unui robot în funcția de papă al Bisericii Romei. A câștigat premiul Nebula din acel an pentru cea mai bună povestire.

## Rezumat
Naratorul anonim la persoana I face parte dintr-un grup de turiști și călători, printre care un episcop romano-catolic  și un rabin, care se află în Roma, în timpul unui neașteptat conclav papal pentru a selecta un nou papă. Grupul se adună în fiecare zi într-o cafenea în aer liber, aproape de Piața Sfântul Petru, pentru a discuta gândurile lor despre posibilitatea unui robot Papă, probabil, deoarece știrile indică că principalii candidați, cardinalul Asciuga din Milano și cardinalul Carciofo din Genova, nu sunt capabili să obțină sprijin majoritar în conclav. Naratorul și clericii par a fi optimiști, dar celelalte personaje își exprimă în mod deschis neînțelegerile cu privire la un robot care ar servi ca Papă. Fumul alb, semnul tradițional al unei alegeri cu succes, este văzut, iar robotul apare pe balconul Bazilicii Sf. Petru ca noul papă, luând numele de papa Sixtus al VII-lea. Până în prezent au existat doar cinci papi adevărați cu acest nume. Pe măsură ce povestea se termină, Papa Sixtus oferă o binecuvântare, în timp ce zboară prin aerul impulsionat de jeturile de levitație.

## Interpretare
Conform The Encyclopedia of Science Fiction, povestirea salută „integrarea robotului în cultura religioasă umană”, dar alți critici au remarcat conținutul satiric și ironic al povestirii. Paul Brians subliniază că povestirea își anunță intenția satirică în primul paragraf, numele cardinalilor concurenți fiind cuvintele italiene pentru „prosop” și, respectiv, „anghinare”. Don D'Ammassa scrie că este o „satiră liniștită, subestimată” și notează temele creșterii omogenității și dezumanizării religiei.  Malcolm Edwards cataloghează această povestire ca una din cele pe care Silverberg le-a publicat la începutul anilor 1970, care erau mai experimentale decât lucrările sale de formă mai lungă și erau influențate de tehnici folosite de scriitori literari contemporani precum Donald Barthelme și Robert Coover. În aceste povestiri, Silverberg a reexaminat ironic temele tradiționale ale științifico-fantasticului.

## Publicare
Povestirea a fost publicată inițial în Universe 1, o antologie a povestirilor originale științifico-fantastice editate de Terry Carr. A apărut ulterior în numeroase antologii de atunci, inclusiv în Best Science Fiction Stories of the Year (1972), editată de Lester del Rey, Nebula Awards Stories 7 (1972), editată de Lloyd Biggle, Jr., The Best of Robert Silverberg vol.1 din 1976 și The Norton Book of Science Fiction: North American Science Fiction, 1960-1990 (1999) editată de Ursula K. Le Guin și Brian Attebery.